# Max Schöne
Max Schöne, né le 20 janvier 1880 à Berlin et mort le 16 janvier 1961, est un nageur et joueur de water-polo allemand .

## Palmarès
- Jeux olympiques de 1900 à Paris (France) :
  -  Médaille d'or au titre du relais 200 m par équipes.
  - Quart-de-finaliste du tournoi de water-polo

## Sources
- (en) Cet article est partiellement ou en totalité issu de l’article de Wikipédia en anglais intitulé « Max Schöne » (voir la liste des auteurs).